# Кидукюла (Елва)
Ки́дукюла (ест. Kõduküla) — село в Естонії, у волості Елва повіту Тартумаа.

## Населення
Чисельність населення на 31 грудня 2011 року становила 115 осіб.

## Географія
Поблизу населеного пункту проходить автошлях 3 (Йигві — Тарту — Валґа), естонська частина європейського маршруту E264.

## Історія
До 24 жовтня 2017 року село входило до складу волості Ринґу.